# Genrich Sidorenkov
Genrich Ivanovič Sidorenkov (in russo Генрих Иванович Сидоренков?; Krasnoe, 11 agosto 1931 – Mosca, 5 gennaio 1990) è stato un hockeista su ghiaccio sovietico.

## Palmarès

### Olimpiadi invernali
- 2 medaglie:
  - 1 oro (Cortina d'Ampezzo 1956)
  - 1 bronzo (Squaw Valley 1960)